# Junko Hoshino
Junko Hoshino (jap. 星野 純子 Hoshino Junko; ur. 25 września 1989 w Nagaoce) – japońska narciarka dowolna, specjalizująca się w jeździe po muldach.
W Pucharze Świata zadebiutowała 7 marca 2010 roku w Inawashiro, zajmując 16. miejsce w jeździe po muldach. Tym samym już w debiucie zdobyła pierwsze pucharowe punkty. Na podium zawodów tego cyklu pierwszy raz stanęła 19 stycznia 2014 roku w Saint-Côme, kończąc rywalizację w jeździe po muldach na trzeciej pozycji. W zawodach tych wyprzedziły ją jedynie dwie Kanadyjki: Chloé Dufour-Lapointe i Justine Dufour-Lapointe. W sezonie 2018/2019 zajęła ósme miejsce w klasyfikacji jazdy po muldach.
Na igrzyskach olimpijskich w Soczi w 2014 roku zajęła 25. miejsce w jeździe po muldach. Podczas rozgrywanych osiem lat później igrzysk w Pekinie uplasowała się na trzynastej pozycji. Była też między innymi dziewiąta w jeździe po muldach i szósta w muldach podwójnych na mistrzostwach świata w Deer Valley w 2019 roku.

## Osiągnięcia

### Igrzyska olimpijskie
| Miejsce | Dzień    | Rok  | Miejscowość | Konkurencja      | Zwyciężczyni            |
| ------- | -------- | ---- | ----------- | ---------------- | ----------------------- |
| 25.     | 8 lutego | 2014 | Soczi       | Jazda po muldach | Justine Dufour-Lapointe |
| 13.     | 6 lutego | 2022 | Pekin       | Jazda po muldach | Jakara Anthony          |

### Mistrzostwa Świata
| Miejsce | Dzień       | Rok  | Miejscowość | Konkurencja      | Zwyciężczyni            |
| ------- | ----------- | ---- | ----------- | ---------------- | ----------------------- |
| 20.     | 2 lutego    | 2011 | Deer Valley | Jazda po muldach | Jennifer Heil           |
| 20.     | 5 lutego    | 2011 | Deer Valley | Muldy podwójne   | Jennifer Heil           |
| 26.     | 6 marca     | 2013 | Voss        | Jazda po muldach | Hannah Kearney          |
| 28.     | 8 marca     | 2013 | Voss        | Muldy podwójne   | Chloé Dufour-Lapointe   |
| 11.     | 18 stycznia | 2015 | Kreischberg | Jazda po muldach | Justine Dufour-Lapointe |
| 10.     | 19 stycznia | 2015 | Kreischberg | Muldy podwójne   | Hannah Kearney          |
| 9.      | 8 lutego    | 2019 | Deer Valley | Jazda po muldach | Julija Gałyszewa        |
| 6.      | 9 lutego    | 2019 | Deer Valley | Muldy podwójne   | Perrine Laffont         |
| 15.     | 8 marca     | 2021 | Ałmaty      | Jazda po muldach | Perrine Laffont         |
| 17.     | 9 marca     | 2021 | Ałmaty      | Muldy podwójne   | Anastasija Smirnowa     |

### Puchar Świata

#### Miejsca w klasyfikacji generalnej
- sezon 2009/2010: 124.
- sezon 2010/2011: 92.
- sezon 2011/2012: 78.
- sezon 2012/2013: 109.
- sezon 2013/2014: 51.
- sezon 2014/2015: 32.
- sezon 2015/2016: 153.
- sezon 2016/2017: 175.
- sezon 2017/2018: 137.
- sezon 2018/2019: 42.
- sezon 2019/2020: 44.

Od sezonu 2020/2021 klasyfikacja jazdy po muldach jest jednocześnie klasyfikacją generalną.
- sezon 2020/2021: 11.
- sezon 2021/2022: 14.

#### Miejsca na podium w zawodach
1. Saint-Côme – 19 stycznia 2014 (Jazda po muldach) – 3. miejsce
2. Inawashiro – 2 marca 2014 (Muldy podwójne) – 3. miejsce
3. Tazawako – 28 lutego 2015 (Jazda po muldach) – 2. miejsce
4. Tazawako – 22 lutego 2020 (jazda po muldach) – 2. miejsce